# Imperio de Garabito
El Imperio, Dominio o Señorío de Garabito fue un vasto territorio controlado por el rey huetar Garabito y que se extendía por la mayor parte del Valle Central de Costa Rica desde el río Virilla (frontera natural con el también huetar pero más pequeño Señorío del Guarco) en el moderno San José hasta la Vertiente Atlántica en lo que hoy es el norte del país (Alajuela, Grecia y San Carlos principalmente). El dominio de Garabito trascendía las fronteras del Reino Huetar de Occidente donde tenía múltiples poblaciones vasallas como el Valle de Coyoche, Abacara, Chucasque, Cobobici (posiblemente Corobicí), Cobux, Yurustí y Barva, e incluía también a varios pueblos sometidos pero no incorporados a su reino; los botos, tises y catapas.
Aunque se desconoce el lugar exacto de su capital, se especula que podría estar en San Ramón cerca de donde realizaba las incursiones de guerra contra los botos. El imperio era además enemigo del también vasto Reino de Nicoya, de etnia chorotega no relacionada con los huétares sino con el tronco nahua y que representó otros de los mayores imperios costarricenses prehispánicos.
Garabito presentó una feroz resistencia a las expansiones conquistadoras hispanas, retrasando considerablemente el proceso de conquista y colonización y causando muchos dolores de cabeza a los gobernadores españoles como Juan de Cavallón y Vázquez de Coronado, pero sería finalmente derrotado y su dominio anexado a la gobernación de Costa Rica bajo el nombre que los españoles designaron como provincia de Garabito.